# Gamla schweiziska edsförbundet
Det gamla schweiziska edsförbundet (modern tyska: Alte Eidgenossenschaft) var föregångare till dagens moderna Schweiz. Det var en löst sammanhållen federation av oberoende medlemsstater, som existerade från slutet av 1200-talet eller början av 1300-talet till 1798, när det invaderades av den Franska republiken, som omvandlade det till den kortlivade Helvetiska republiken.

## Historia

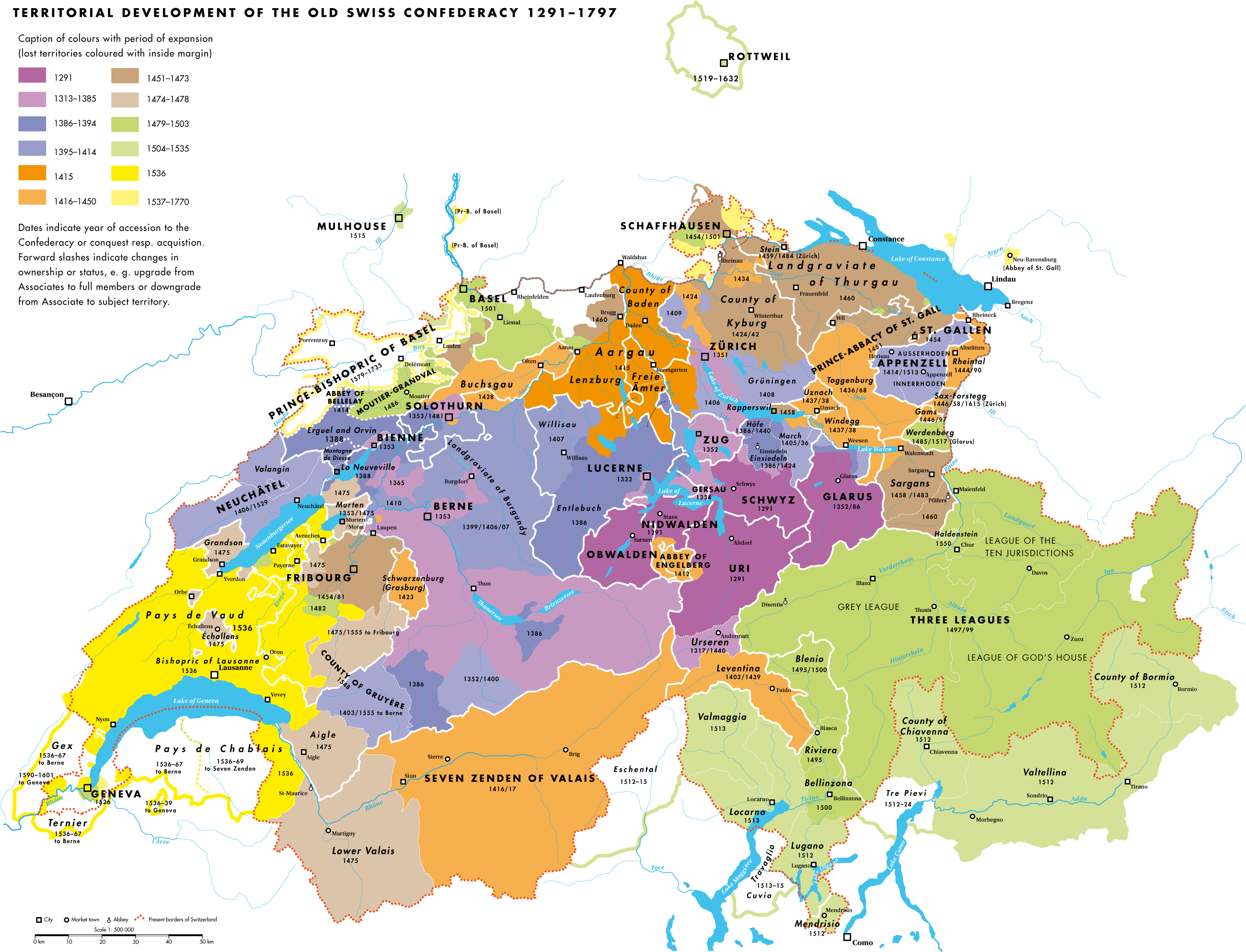
Edsförbundets territoriella utveckling 1291–1797

### Bildande
Edsförbundets kärna var en allians mellan samhällena i Centralalpernas dalar för att underlätta skötseln av gemensamma intressen som frihandel och för att försäkra sig om fred längs den viktiga handelsrutten genom bergspassen. Enligt traditionen ska Edsförbundets bildande ha markerats med eden på Rütli, som enligt Aegidius Tschudi skedde 1307, eller med Brunnenpakten 1315. Sedan 1889 anses Förbundsbrevet från 1291 mellan bondekommunerna Uri, Schwyz och Unterwalden (urkantonerna) vara edsförbundets konstituerande dokument.

### Expansion
Denna ursprungliga pakt utökades gradvis med ytterligare pakter med städerna Luzern, Zürich och Bern. Denna sällsynta union av bondekommuner och städer, samtliga riksomedelbara inom det tysk-romerska riket, föranleddes av att samtliga av dem var under press av Habsburgs hertigar och kungar, som tidigare hade regerat över stora delar av dessa områden. I flera slag mot habsburgarnas härar var schweizarna framgångsrika och erövrade till och med landsbygderna i Glarus och Zug, som också blev självständiga medlemmar i edsförbundet.
Från 1353 till 1481 befäste detta förbund av åtta kantoner, på tyska kallade Acht Orte, sin ställning. De enskilda medlemmarna, särskilt städerna, utvidgade sina territorier på bekostnad av lokala grevar i omgivningen, oftast genom att köpa domsrätten, men ibland också med våld. Edsförbundet som helhet expanderade genom militära erövringar. Aargau erövrades 1415, Thurgau 1460. I båda tillfällena tjänade schweizarna på habsburghertigarnas försvagade ställning. I söder ledde Uri en militär territoriell expansion som – efter många bakslag – 1515 ledde till erövringen av Ticino. Inget av dessa territorier blev medlemmar i edsförbundet, utan hade i stället status som kondominat, regioner gemensamt administrerade av flera kantoner.
Samtidigt ökade de åtta kantonerna gradvis sitt inflytande på omgivande städer och regioner och genom ytterligare allianser. Ej Edsförbundet som helhet, men en eller flera enskilda kantoner ingick pakter med Fribourg, Appenzell, Schaffhausen, abboten och staden Sankt Gallen, Biel, Rottweil, Mulhouse och andra. Dessa bundsförvanter, benämnda zugewandte Orte, kom att stå edsförbundet nära, men var inte accepterade som medlemmar fullt ut.
Burgunderkrigen föranledde ytterligare utvidgning av unionen med nya medlemmar. Fribourg och Solothurn upptogs i edsförbundet 1481. I schwabiska kriget mot kejsar Maximilian I var schweizarna segerrika och fick dispens från rikslagarna. De tidigare bundsförvanterna städerna Basel och Schaffhausen gick med i konfederationen som en direkt följd av konflikten. Appenzell följde efter 1513 och blev de 13:e medlemmen. Detta förbund av tretton kantoner (Dreizehn Orte) utgjorde grunden för det gamla schweiziska edsförbundet tills det upplöstes 1798.
Edsförbundets militära expansion hejdades med schweizarnas förlust i slaget vid Marignano 1515. Endast Bern och Fribourg var fortfarande förmögna att erövra Vaud 1536, som till största delen blev del av kantonen Bern.

### Reformationen

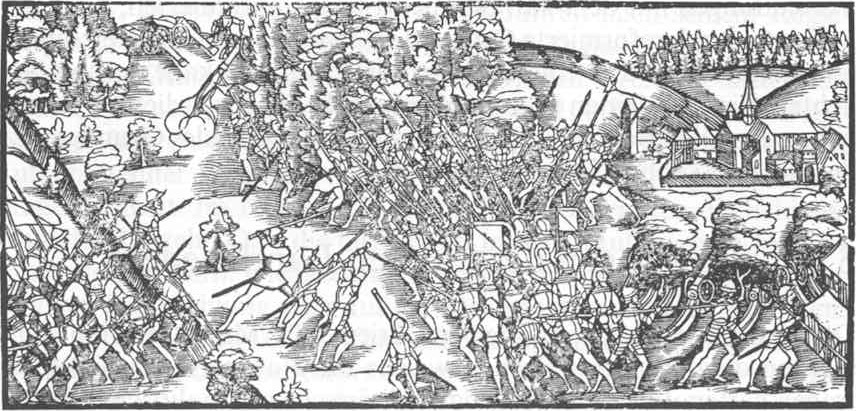
Zürichs styrkor besegras i andra kappelerkriget.

Reformationen i Schweiz ledde till en konfessionell uppdelning av kantonerna. Zürich, Bern, Basel, Schaffhausen, liksom bundsförvanterna Biel, Mulhouse, Neuchâtel, Genève och staden S:t Gallen blev protestantiska, edsförbundets övriga medlemmar samt Valais fortsatte vara katolska. I Glarus, Appenzell, Graubünden och de flesta kondominat samexisterade bägge religionerna; Appenzell splittrades 1597 i katolska Appenzell Innerrhoden och protestantiska Appenzell Ausserrhoden.
Den konfessionella uppdelningen ledde till inbördeskrig – kappelerkrigen – och separata allianser med främmande makter inom de katolska och protestantiska falangerna, men konfederationen som helhet fortsatte att existera. En gemensam utrikespolitik blockerades av de båda jämnstarka lägren. I trettioåriga kriget var Edsförbundet neutralt, på grund av de djupgående religiösa meningsskiljaktigheterna mellan kantonerna, och undvek krigets förödelse. I westfaliska freden fick den schweiziska delegationen formellt erkännande av Edsförbundet som en oberoende, från Tysk-romerska riket åtskild stat.

### Tidigmoderna perioden
Växande sociala skillnader och ökande absolutism i stadskantonerna under ancien régime ledde till diverse lokala folkuppror. Endast upproret 1653, under depressionen efter trettioåriga kriget, eskalerade till det schweiziska bondekriget i Luzerns, Berns, Basels och Solothurns territorier samt i Aargau. Upproret slogs ned med våld med hjälp från de övriga kantonerna.
De religiösa olikheterna accentuerades alltmer av de ständigt växande ekonomiska skillnaderna. De katolska och företrädesvis landsbygdsdominerade mellanschweiziska kantonerna omgavs av protestantiska kantoner med växande handelsbaserade ekonomier. De politiskt dominerande kantonerna Zürich och Bern var bägge protestantiska, men de katolska kantonerna hade överhanden i edsförbundets gemensamma myndigheter sedan andra kappelerkriget 1531. Zürich ledde 1655 ett försök att omstrukturera federationen, men det blockerades av en katolsk opposition, vilket ledde till första villmergenkriget 1656, som vanns av den katolska sidan, vilket förstärkte status quo. Men problemen förblev olösta och kulminerade ånyo 1712 i andra villmergenkriget. Den här gången vann de protestantiska kantonerna, som därefter dominerade federationen. En verklig reform var emellertid inte möjlig: de tretton medlemmarnas enskilda intressen var för olikartade och de absolutistiska kantonala regeringarna bekämpade alla försök till centralisering eller införande av modern byråkrati. Utrikespolitiken förblev splittrad.
1798 invaderades edsförbundet av Franska republiken. Edsförbundet kapitulerade efter obetydligt motstånd mot den franska hären. Det gamla edsförbundet och dess ledning ersattes av Helvetiska republiken.

## Struktur

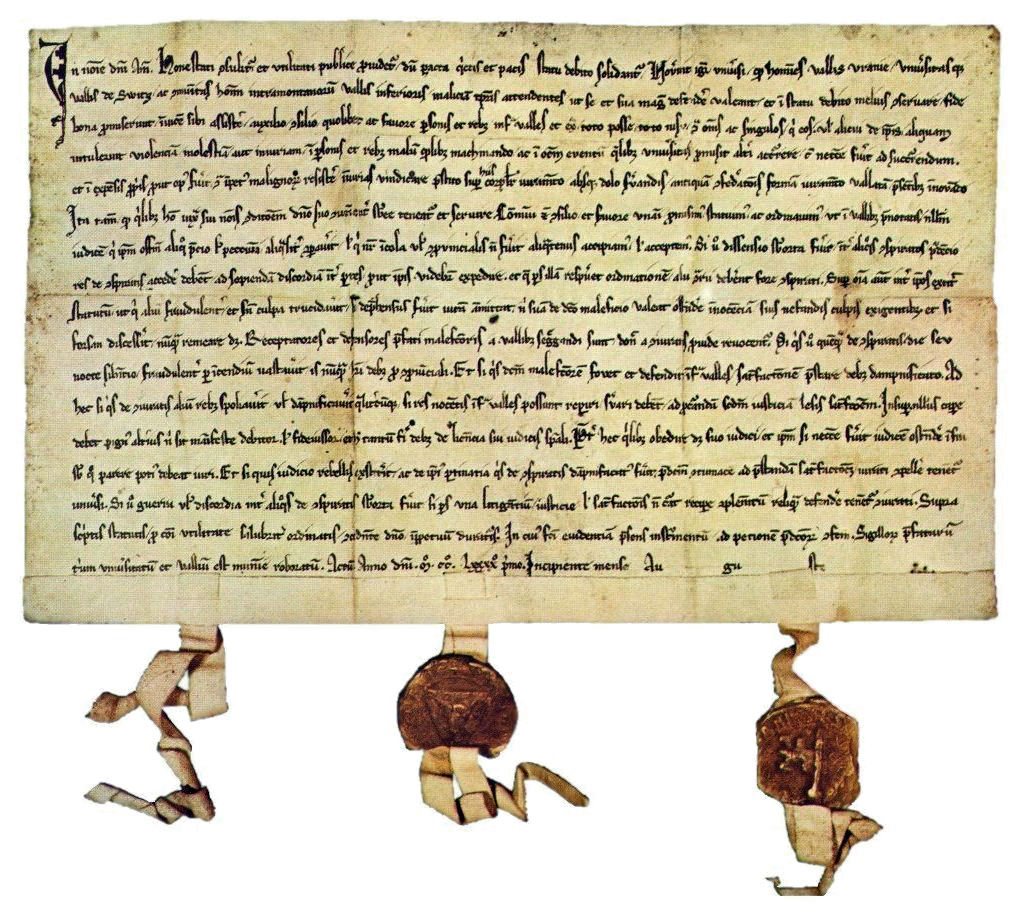
Förbundsbrevet från 1291

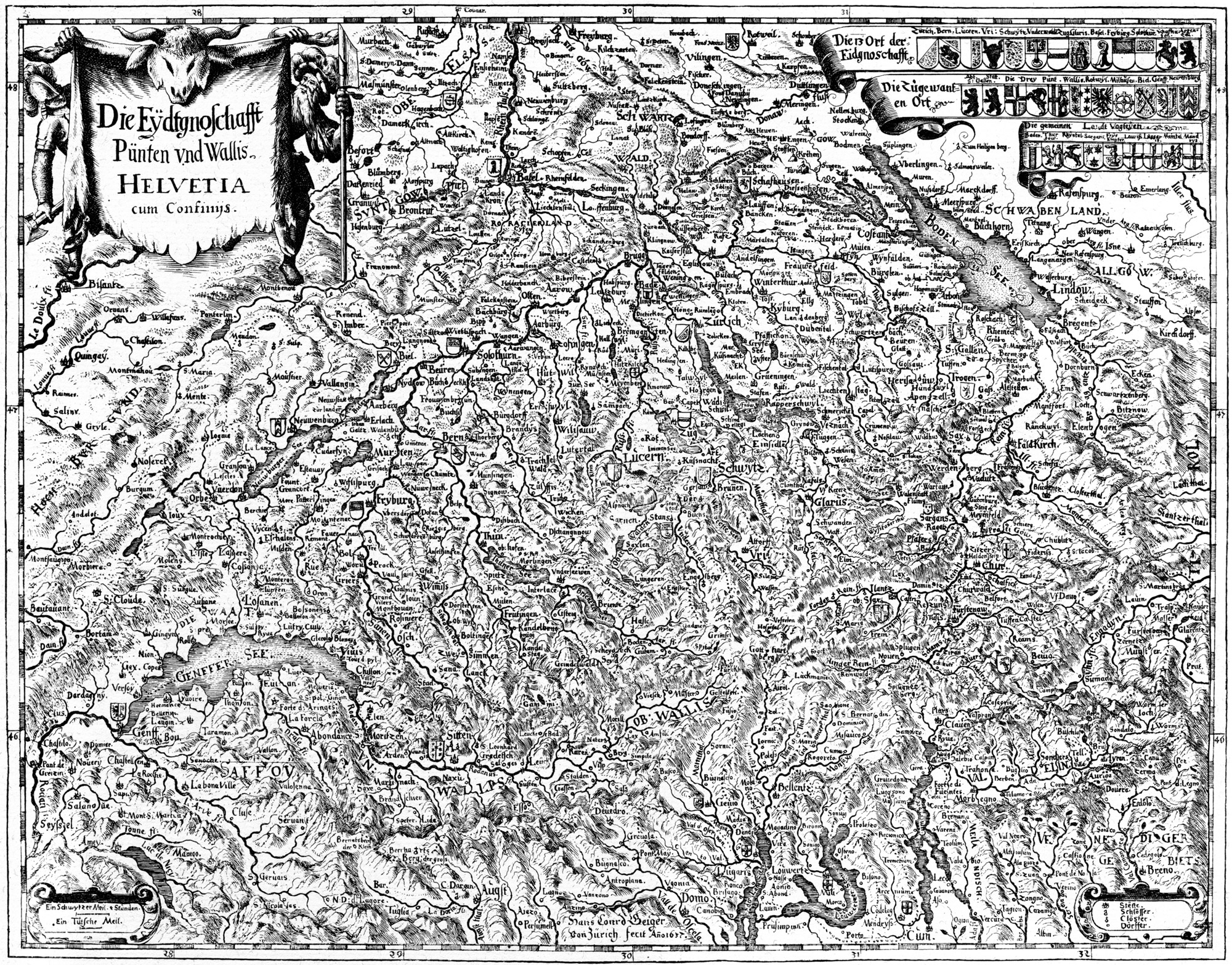
Edsförbundet på en karta från 1637

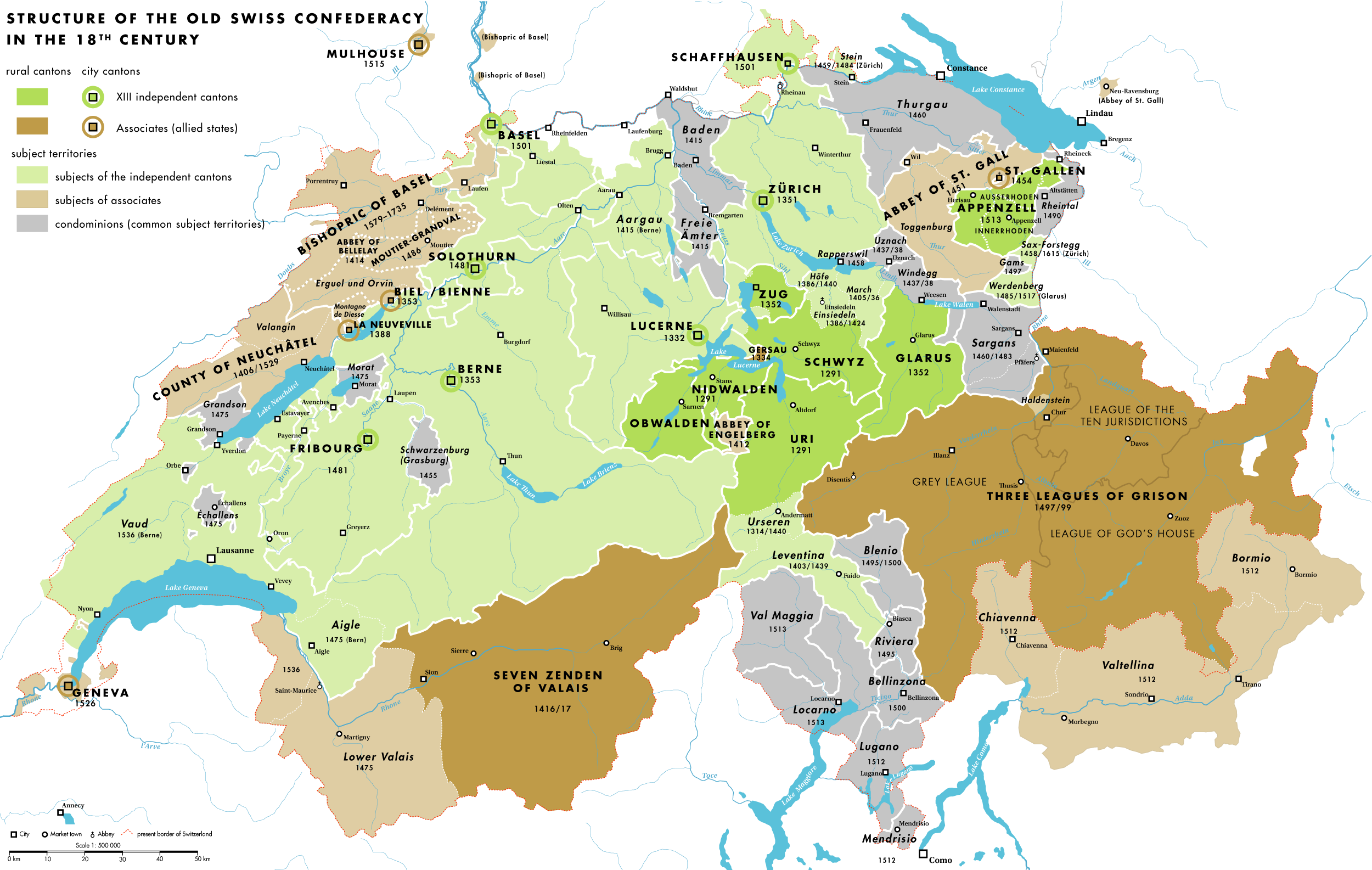
Edsförbundets struktur på 1700-talet

Till att börja med var Edsförbundet inte enat inom en enda pakt, utan snarare av en uppsättning överlappande pakter och separata bilaterala avtal mellan diverse medlemmar, med endast ett minimum av skyldigheter. Parterna gick generellt med på att bevara freden i sina territorier, hjälpa varandra i militära företag och medge skiljedomsförfarande i händelse av tvist. Det dröjde innan medlemmarna långsamt började se förbundet i sig som en enande entitet. I Pfaffenbrief, ett avtal från 1370 där sex av de åtta kantonerna (Glarus och Bern deltog inte) förbjuder fejder och nekar kyrkliga domstolar jurisdiktion i edsförbundet, omnämner kantonerna för första gången sig själva med den singulara benämningen Eidgenossenschaft. Sempacherbrief från 1393 blev det första avtalet som förenade samtliga de dåvarande åtta kantonerna. Detta avtal slöts efter den viktiga segern över habsburgarna vid Sempach och Näfels (1386 och 1388) och förkunnade att ingen medlem på egen hand fick påbörja ett krig utan de övriga kantonernas samtycke. Därefter utvecklades på 1400-talet Tagsatzung, ett slags federal diet.
Andra pakter och förnyelser eller moderniseringar av tidigare allianser mellan några av medlemmarna förstärkte edsförbundet. Kantonernas skilda intressen råkade ändå i konflikt i gamla zürichkriget (1436–1450), som förorsakades av en territoriell konflikt mellan Zürich och de mellanschweiziska kantonerna rörande greven av Toggenburgs efterträdare. Zürich gick till och med in i en allians med habsburghertigarna, men återgick slutligen till edsförbundet. Edsförbundet hade vuxit till en politisk allians som var så förtätad att den inte tolererade separatistiska tendenser hos sina medlemmar.

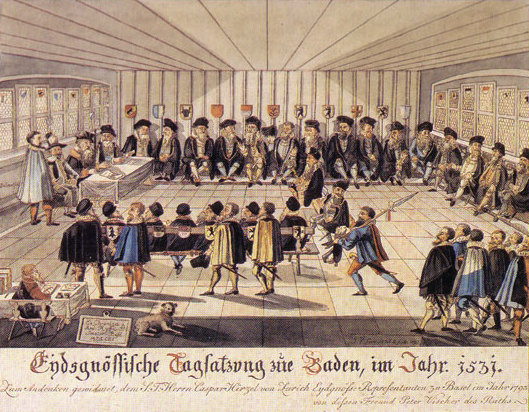
Tagsatzung 1531 i Baden (teckning från 1790-talet).

Tagsatzung var edsförbundets råd och sammanträdde vanligen flera gånger per år. Var kanton utnämnde två ombud; även bundsförvanterna utsåg ombud, vilka dock inte hade rösträtt. Till att börja med leddes rådets överläggningar av den kanton där sammanträdet hölls, men på 1500-talet tillsatte Zürich presidiet (Vorort) permanent, och Baden blev mötesort. Tagsatzung hanterade alla interkantonala ärenden och utgjorde också högsta skiljedomstol för att döma i tvister mellan medlemsstater eller för att besluta om sanktioner mot meningsskiljaktiga medlemmar. Rådet organiserade också och utövade översyn över administrationen av kondominaten; fogdarna hade delegation på två år i taget, varje gång från en annan kanton.
Ett viktigt enande avtal var Stanser Verkommnis från 1481. Konflikter mellan landsbygds- och stadskantonerna och oenigheter om uppdelningen av vinsten från burgunderkrigen hade lett till flera skärmytslingar. Stadsstaterna Fribourg och Solothurn ville bli medlemmar i edsförbundet, men möttes av misstro av de mellanschweiziska kantonerna. Tagsatzungs kompromiss i Stanser Verkommnis återställde ordningen och redde ut landsbygdskantonernas klagomål; Fribourg och Solothurn upptogs i federationen. Avtalet inskränkte även mötesfriheten (många skärmytslingar förorsakades av icke sanktionerade insatser av soldatgrupper från burgunderkrigen) och stärkte överenskommelserna mellan kantonerna i de tidigare avtalen Sempacherbrief och Pfaffenbrief.
Inbördeskriget under reformationen gav upphov till ett dödläge: De segrande katolska kantonerna kunde blockera rådets alla beslut, men till följd av deras geografiska och ekonomiska läge kunde de inte övervinna de protestantiska kantonerna. Bägge falangerna började hålla åtskilda rådslag, men sammanträdde fortfarande på den gemensamma Tagsatzung, ehuru detta gemensamma råd var handlingsförlamat av oenigheter fram till 1712, då förhållandet blev det omvända efter de protestantiska kantonernas seger i andra villmergenkriget. De katolska kantonerna uteslöts från administrationen av kondominaten i Aargau, Thurgau och Rhendalen; i stället blev Bern medregent i dessa områden.

## Territorier

### Kantoner

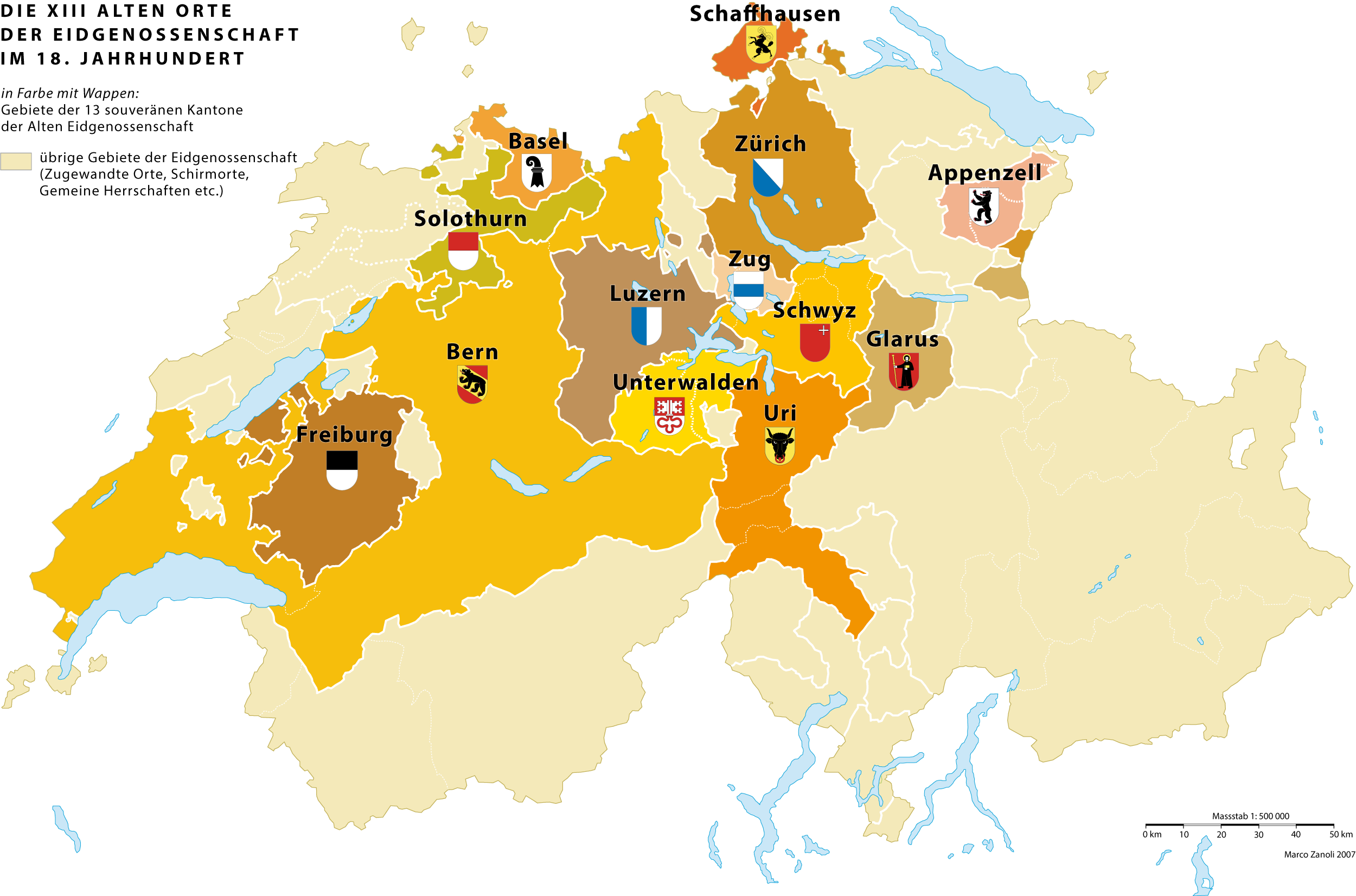
De 13 kantonerna i det gamla edsförbundet.

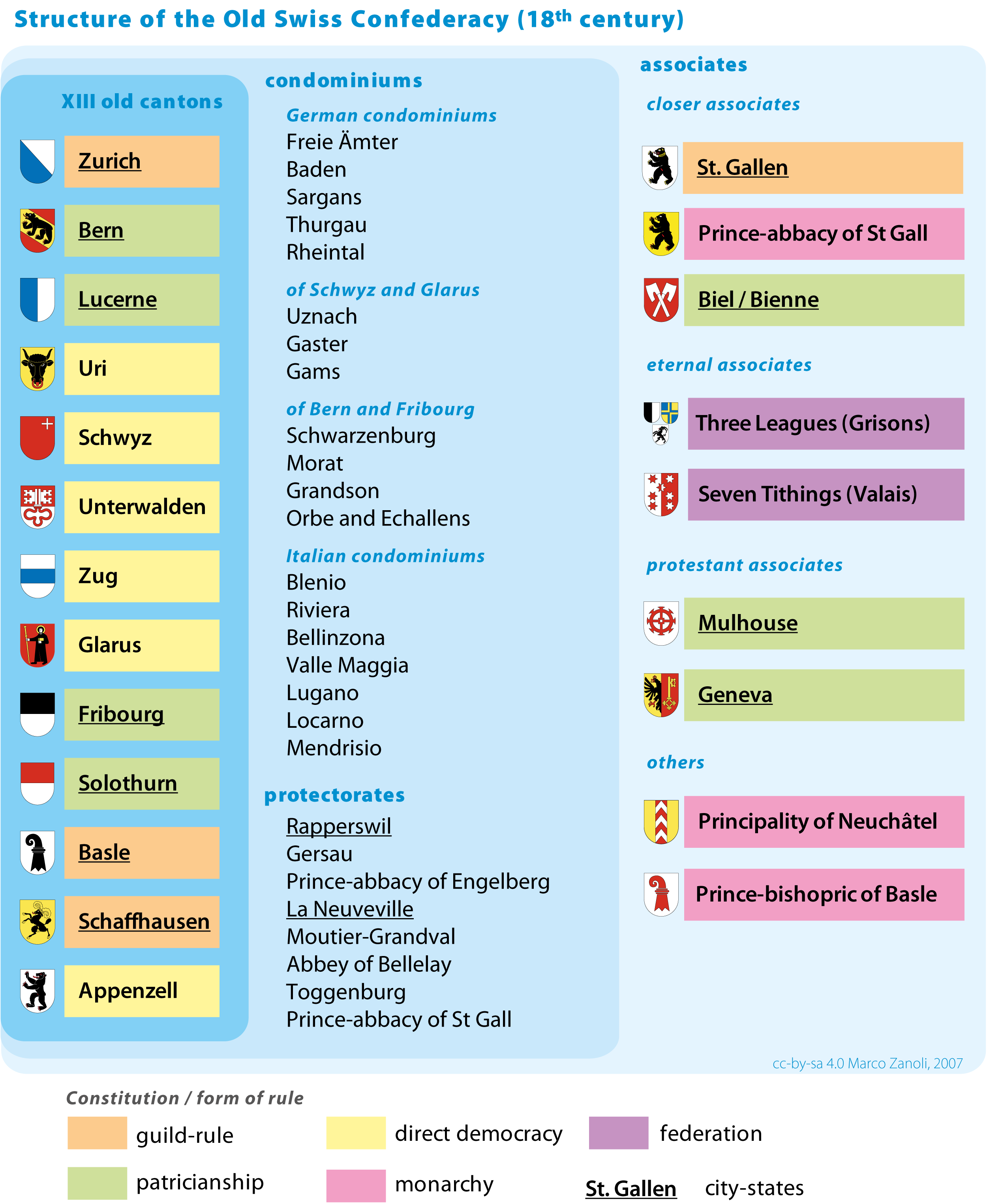
Edsförbundets struktur på 1700-talet.

Edsförbundet utvidgades i många steg: först till de Åtta kantonerna (Acht Orte), därefter 1481 till tio, 1501 till tolv och slutligen till tretton kantoner (Dreizehn Orte).
- Urkantoner:
  -  Uri, landsbygdskanton, från 1291
  -  Schwyz, landsbygdskanton, från 1291
  -  Unterwalden (Obwalden och Nidwalden), landsbygdskanton, från 1291
- 1300-talet: expansion till Achtörtige Eidgenossenschaft följt av slagen vid Morgarten och Laupen:
  -  Luzern, stadskanton, från 1332
  -  Zürich, stadskanton, från 1351
  -  Glarus, landsbygdskanton, från 1352
  -  Zug, stadskanton, från 1352
  -  Bern, stadskanton, från 1353; bundsförvant sedan 1323
- 1400-talet: expansion till Zehnörtige Eidgenossenschaft följt av burgunderkrigen:
  -  Fribourg, stadskanton, från 1481; bundsförvant sedan 1454
  -  Solothurn, stadskanton, från 1481; bundsförvant sedan 1353
- 1500-talet: expansion till Dreizehnörtige Eidgenossenschaft följt av schwabiska kriget:
  -  Basel, stadskanton, från 1501
  -  Schaffhausen, stadskanton, från 1501; bundsförvant sedan 1454
  -  Appenzell, landsbygdskanton, från 1513; bundsförvant sedan 1411

### Bundsförvanter

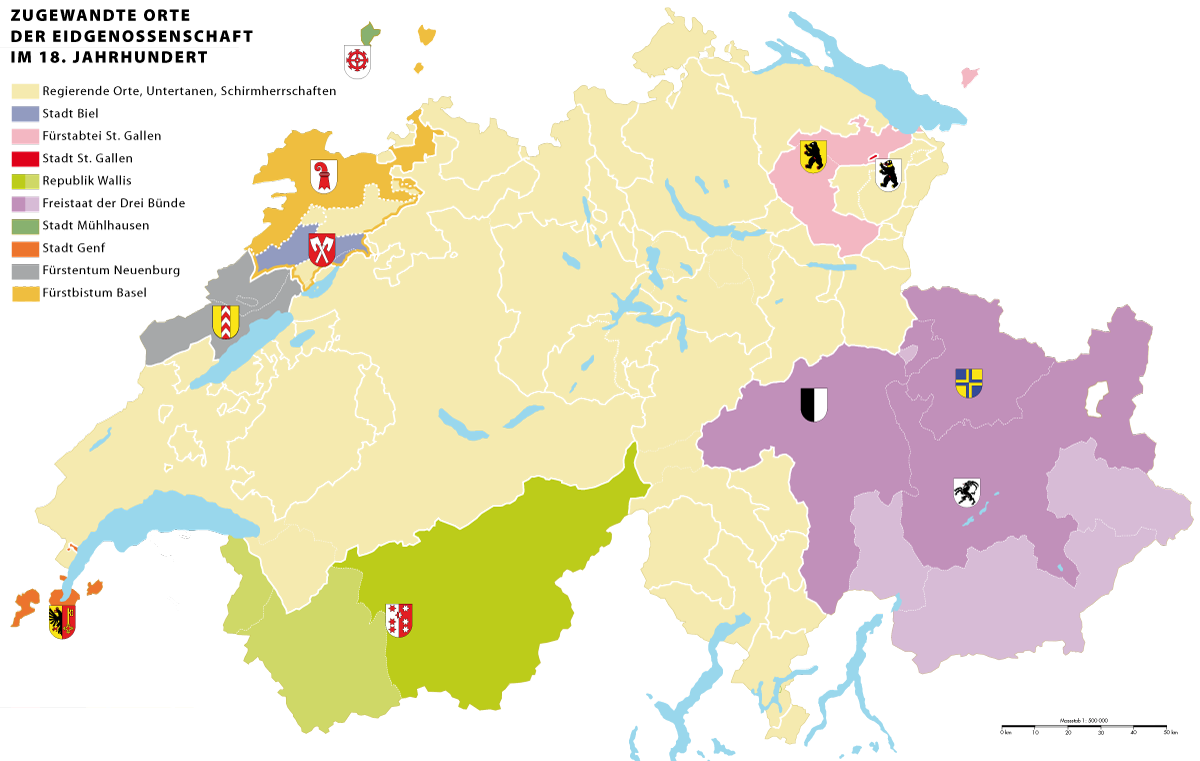
Edsförbundets zugewandte Orte.

Zugewandte Orte var nära bundsförvanter till Edsförbundet. Alliansavtal med alla eller några enskilda medlemmar i konfederationen band bundsförvanterna till unionen.

#### Nära bundsförvanter
Tre bundsförvanter kallades engere Zugewandte:
- Biel – avtal 1344–82 med Fribourg, Bern och Solothurn. Nominellt löd Biel under Furstbiskopsdömet Basel.
- Furstabbotsdömet Sankt Gallen – avtal med Schwyz, Luzern, Zürich och Glarus 1451, förnyade 1479 och 1490. Abbotsdömet var samtidigt ett protektorat.
- Riksstaden Sankt Gallen – avtal med Schwyz, Luzern, Zürich, Glarus, Zug och Bern 1454.

#### Eviga bundsförvanter
Två förbund kallades ewige Mitverbündete:
- Sieben Zenden, självständigt förbund i Valais – blev zugewandter Ort 1416 genom allians med Uri, Unterwalden och Luzern, följt av ett avtal med Bern 1446.
- Fristaten Drei Bünde var oberoende förbund i Graubündenområdet och blev bundsförvanter till Edsförbundet 1497/98 genom händelserna i schwabiska kriget. De tre förbunden ingick tillsammans en pakt med Bern 1602.
  -  Grauer Bund, som hade varit allierat med Glarus, Uri och Obwalden genom pakter från 1400, 1407 och 1419, gick in i allians med sju av de åtta gamla kantonerna (Acht Orte utan Bern) 1497.
  -  Gotteshausbund följde efter ett år senare.
  -  Zehngerichtebund, det tredje förbundet, gick in i allians med Zürich och Glarus 1590.

#### Protestantiska bundsförvanter
Det fanns tvenne evangelische Zugewandte:
- Riksstaden Mülhausen – slöt ett första avtal med några kantoner 1466 och blev bundsförvant 1515 genom ett avtal med samtliga 13 medlemmar i Edsförbundet, som kvarstod till franska revolutionskrigen 1797.
- Riksstaden Genève – avtal med Bern 1536 och ett avtal med Zürich och Bern 1584.

#### Övriga (tillfälliga) bundsförvanter
- Friherrskapet Sax-Forstegg – från 1458 genom avtal med Zürich; annekterat av Zürich 1615.
- Staden Stein am Rhein – från 1459 genom avtal med Zürich och Schaffhausen; annekterad av Zürich 1484.
- Grevskapet Gruyère – var allierat med Fribourg och Bern sedan det tidiga 1300-talet, för att bli Edsförbundets bundsförvant fullt ut 1548. När grevarna blev bankrutta 1555, delades landet:[7]
  - Nedre Gruyère – från 1475 genom avtal med Fribourg
  - Övre Gruyère – från 1403 genom avtal med Bern; annekterad av Bern 1555:
    -  Riksomedelbara dalen Saanen
    -  Riksomedelbara dalen Château-d’Œx
- Grevskapet Werdenberg – från 1493 genom avtal med Luzern; annekterat av Glarus 1517.
- Riksstaden Rottweil – från 1519–1632 genom avtal med samtliga 13 medlemmar; ett första avtal rörande militärt samarbete slöts redan 1463. År 1632 förnyades avtalet med Luzern, Uri, Schwyz, Unterwalden, Zug, Solothurn och Fribourg.
- Furstbiskopsdömet Basel – 1579–1735 genom avtal med Luzern, Uri, Schwyz, Unterwalden, Zug, Solothurn och Fribourg.
- Furstendömet/grevskapet Neuenburg – avtal med Bern och Solothurn 1406 och 1526, med Fribourg 1495 och med Luzern 1501.
- Riksomedelbara dalen Urseren – avtal med Uri 1317; förbund med Uri 1410.
- Weggis – bundsförvant 1332–1380 genom avtal med Uri, Schwyz, Unterwalden och Luzern; annekterad av Luzern 1480.
- Staden Murten – från 1353 genom avtal med Bern; blev konfederalt kondominat 1475.
- Staden Payerne – från 1353 genom avtal med Bern; annekterad av Bern år 1536.
- Bellinzona – från 1407 genom avtal med Uri och Obwalden; konfederalt kondominat från 1419–22.
- Grevskapet Sargans – från 1437 genom avtal med Glarus och Schwyz; blev konfederalt kondominat 1483.

### Kondominat
Kondominaten (tyska: Gemeine Herrschaften) var gemensamma besittningar administrerade av flera kantoner. De styrdes av fogdar på delegation för två år i taget, var gång från en annan av de ansvariga kantonerna. Bern deltog inledningsvis inte i förvaltningen av vissa av de östra kondominaten, då staden inte varit delaktig i erövringen av dem och dess intressen var inriktade på den västra gränsen. År 1712 ersatte Bern de katolska kantonerna i administrationen av Freie Ämter (’Frilänen’), Thurgau, Rhendalen och Sargans, och de katolska kantonerna var dessutom uteslutna från förvaltningen av Grevskapet Baden.

#### Tyska fögderier
De tyska fögderierna (tyska: Deutsche Gemeine Vogteien, Gemeine Herrschaften) styrdes i allmänhet av Acht Orte utom Bern fram till 1712, då Bern anslöt sig till härskarmakterna:
- Freie Ämter – erövrade 1415 och delade 1712:
  - Övre Freiamt styrdes av Acht Orte;
  - Nedre Freiamt styrdes av enbart Zürich, Bern och Glarus.
- Grevskapet Baden – erövrat 1415; från 1712 styrdes av Zürich, Bern och Glarus.
- Grevskapet Sargans – från 1460/83
- Lantgrevskapet Thurgau – från 1460
- Fögderiet Rheintal – från 1490, Acht Orte minus Bern, plus Furstabbotsdömet Sankt Gallen. Appenzell tillkom 1500; Bern tillkom 1712.

#### Italienska fögderier
Vissa fögderier kallades ”Fögderierna bortom bergen” (tyska: Ennetbergische Vogteien, italienska: Baliaggi Ultramontani). År 1440 Uri erövrade Leventinadalen från Visconti, Milanos furstehus. Delar av detta område hade tidigare annekterats mellan 1403 och 1422. Ytterligare territorier förvärvades år 1500.
Tre fögderier, samtliga nu i Ticino, var kondominat tillhörande skogskantonerna Uri, Schwyz och Nidwalden:
- Blenio – 1477–80 och från 1495
- Rivera – 1403–22 och från 1495
- Bellinzona – från 1500

Ytterligare fyra ticinska fögderier var kondominat under Zwölf Orte (de ursprungliga 13 kantonerna minus Appenzell) från 1512:
- Valmaggia
- Lugano
- Locarno
- Mendrisio

Ytterligare tre fögderier var kondominat under Zwölf Orte från 1512, men som Edsförbundet miste tre år senare och samtliga är nu comuni i Lombardiet:
- Travaglia
- Cuvio
- Eschental (nu Ossola)

#### Tvåpartskondominat

##### Berns och Fribourgs fögderier
- Herrskapet Grasburg/Schwarzenburg – från 1423
- Murten – från 1475
- Grandson – från 1475
- Orbe och Echallens – från 1475

##### Glarus och Schwyz fögderier
- Grevskapet Uznach – från 1437
- Herrskapet Windegg/Gaster – från 1438
- Herrskapet Hohensax/Gams – från 1497

##### Berns och Zürichs fögderier
- Hurden (1712)

##### Kondominat med tredje part
- Herrskapet Tessenberg/Montagne de Diesse  – från 1388, kondominat mellan Bern och Furstbiskopsdömet Basel

### Beskyddarskap (protektorat)
- Abbotsdömet Bellelay – protektorat till Bern, Biel och Solothurn från 1414; nominellt under Furstbiskopsdömet Basels domvärjo.
- Abbotsdömet Einsiedeln – protektorat till Schwyz från 1357
- Furstabbotsdömet Engelberg – protektorat till Luzern, Uri, Schwyz och Unterwalden från 1425
- Erguel – protektorat till Biel under militär jurisdiktion från 1335; även underlydande Furstbiskopsdömet Basel
- Furstabbotsdömet Sankt Gallen – protektorat till Schwyz, Luzern, Zürich och Glarus från 1451; abbotsdömet var samtidigt zugewandter Ort.
- Republiken Gersau, en självständig by – allierad med Schwyz från 1332; Luzern, Uri och Unterwalden var också beskyddande makter.
- Klostret Moutier-Grandval – protektorat till Bern från 1486; också underlydande Furstbiskopsdömet Basel och, fram till 1797, Tysk-romerska riket
- Staden La Neuveville – protektorat till Bern från 1388; även underlydande Furstbiskopsdömet Basel.
- Abbotsdömet Pfäfers – protektorat till Acht Orte minus Bern från 1460; annekterad av Grevskapet Sargans 1483.
- Herrskapet Rapperswil – protektorat till Uri, Schwyz, Unterwalden och Glarus från 1464; till Zürich, Bern och Glarus från 1712
- Grevskapet Toggenburg – protektorat till Schwyz och Glarus från 1436; till Zürich och Bern från 1718. Landet var samtidigt underlydande Abbotsdömet Sankt Gallen.

### Separata besittningar
Några territorier var kantonernas eller bundsförvanternas separata besittningar, einzelörtische Untertanen von Länderorten und Zugewandten:

#### Uri
- Dalen Leventina (1403, 1439)
- Dalen Urseren (1440)

#### Schwyz
- Küssnacht (1402)
- Furstabbotsdömet Einsiedeln (1397/1424)
- March (1405/36)
- Höfe (1440)

#### Glarus
- Grevskapet Werdenberg (1485/1517); annekterat av Luzern 1485; av Glarus 1517

#### Valais
- Saint-Maurice (1475/77); Sieben Zenden
- Monthey (1536); Sieben Zenden
- Lötschental (1400-talet); de fem övre Zenden
- Evian (1536–1569); Sieben Zenden

#### Fristaten Drei Bünde
Föregångare till kantonen Graubünden
- Bormio (1512)
- Chiavenna (1512)
- Valtellina (1512)
- Drei Pleven (1512–26)
- Maienfeld (Bündner Herrschaft) (1509–1790); samtidigt medlem i Zehngerichtebund.